# 짐 애벗
제임스 앤서니 "짐" 애벗(영어: James Anthony "Jim" Abbott, 	1967년 9월 17일 ~ )은 미국의 야구 선수이다. 오른손이 없이 태어나 메이저 리그 베이스볼 투수가 된 사람이다.

## 투구
1. 처음에는 공을 글러브에 끼우고 시작한다.
2. 투구할 때, 글러브를 오른팔의 팔꿈치에 끼운 상태로 왼손으로 공을 잡는다.
3. 공을 던지기 위해 왼손으로 공을 쥐고 투구한다.
4. 투구 후, 빠르게 글러브를 왼손으로 옮겨 끼워 수비 준비를 한다.